# فرانسیس ریچاردز
فرانسیس ریچاردز (انگلیسی: Francis Richards; ۱ ژانویهٔ ۱۸۷۳ – ۱ ژانویهٔ ۱۹۵۵) قایقران قایق بادبانی اهل بریتانیا بود.